# Ischnocolus hancocki
Ischnocolus hancocki är en spindelart som beskrevs av Smith 1990. Ischnocolus hancocki ingår i släktet Ischnocolus och familjen fågelspindlar.
Artens utbredningsområde är Marocko. Inga underarter finns listade i Catalogue of Life.